# Skansen w Maurzycach

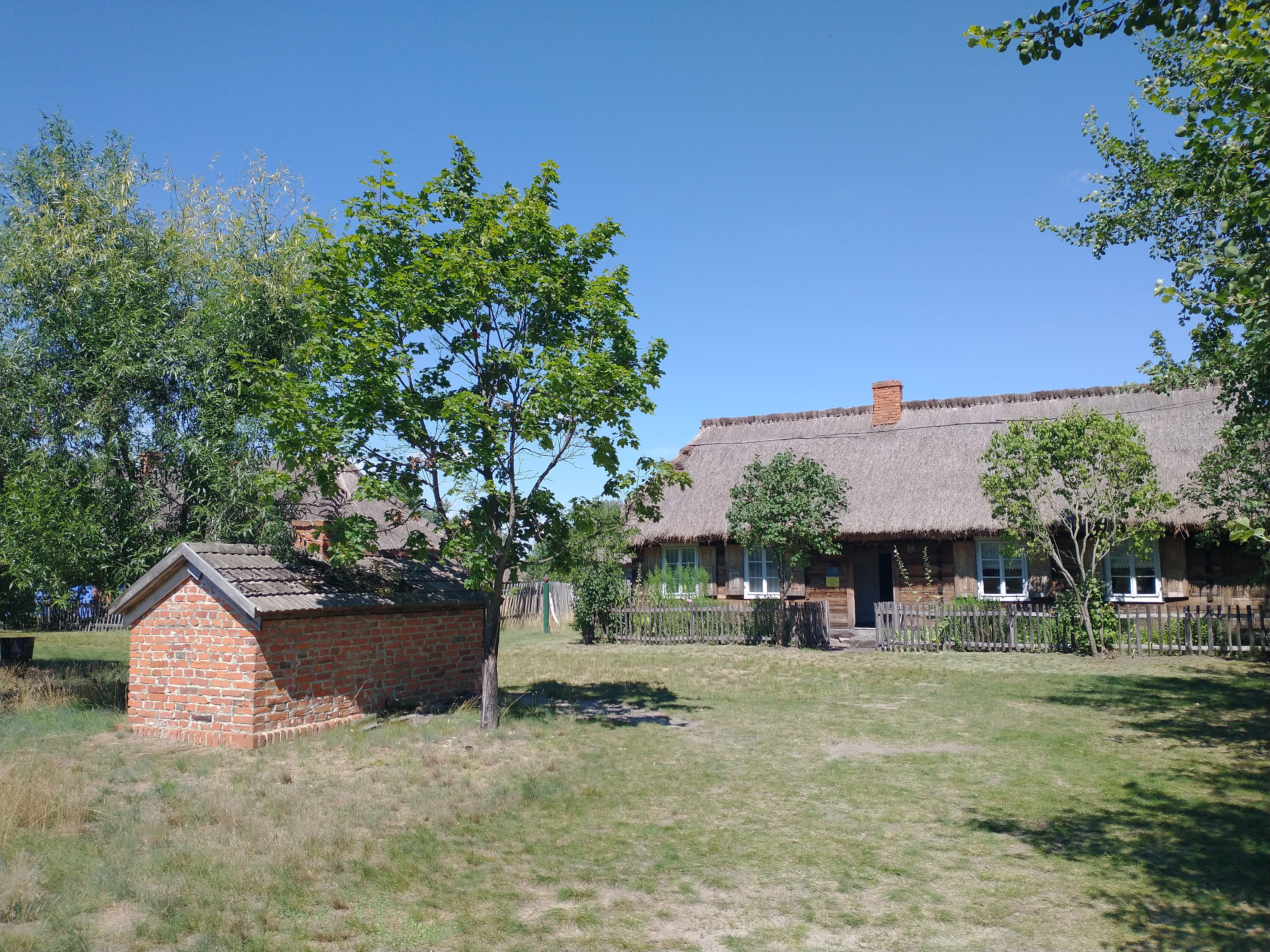
Fragment skansenu z piecem chlebowym

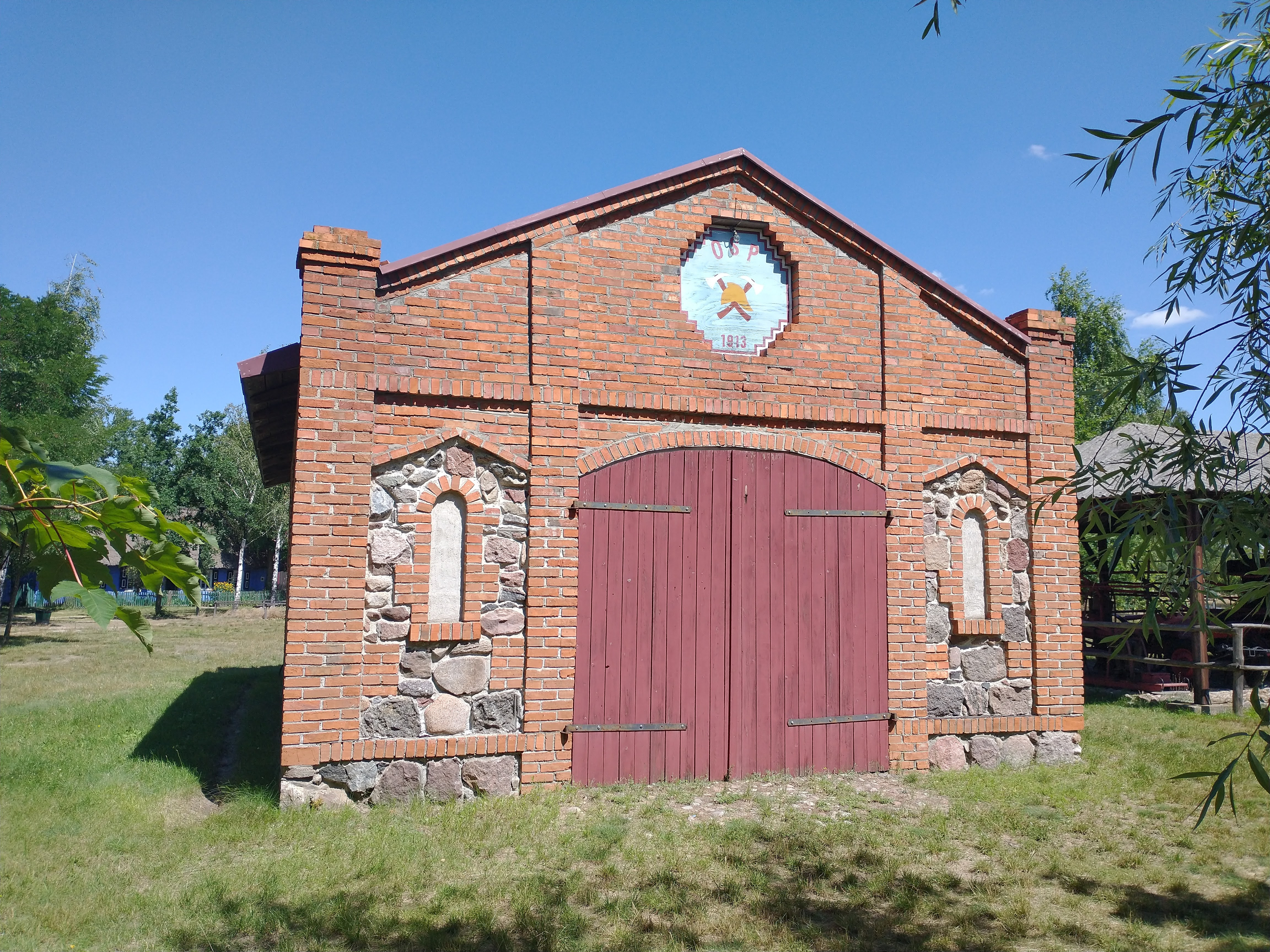
Remiza ze Złakowa Borowego

Łowicki Park Etnograficzny w Maurzycach – placówka Muzeum w Łowiczu, ekspozycja etnograficzna w Maurzycach, wsi położonej w województwie łódzkim, w powiecie łowickim, w gminie Zduny. W skansenie prezentowane są budynki dawnej wsi księżackiej, w dwóch układach przestrzennych.

## Historia
Pomysł zbudowania skansenu wsi łowickiej narodził się na przełomie lat 60. i 70. XX wieku. Miejsce wybrano w 1971, w pobliżu ówczesnej głównej drogi łączącej Warszawę z Poznaniem. W drugiej połowie lat 70. XX wieku opracowano plan zagospodarowania działki o powierzchni 17,67 hektara. Plan ten uległ weryfikacji w końcu lat 80. XX wieku (obiekt poddano wtedy intensywnej rozbudowie). W 1996 skansen i poszczególne obiekty trafiły do rejestru zabytków. 
Zgodnie z zamysłem twórców skansen obrazuje tradycyjne budownictwo z obszaru historycznego księstwa łowickiego zamieszkanego przez Księżaków.
Skansen należy do utworzonego w 1998 Stowarzyszenia Muzeów na Wolnym Powietrzu w Polsce. Inicjuje imprezy plenerowe, m.in. Majówkę w Skansenie, czy Łowickie Żniwa.

## Obiekty
Na terenie skansenu zgromadzono 42 obiekty: mieszkalne, sakralne i użytkowe. W większości pochodzą one z XIX i XX wieku. Wnętrza wyposażono w przedmioty odpowiednie dla danych obiektów, w tym umeblowanie, elementy gospodarstwa domowego, narzędzia rolnicze, obrazy i tkaniny. Dominują budowle drewniane konstrukcji wieńcowej i sumikowo-łątkowej, kryte dachami czterospadowymi ze strzechami. Placówka prezentuje dwa przestrzenne układy ruralne: owalnicę z centralnym placem wioskowym i ulicówkę z zabudową jednostronną.
Poszczególne budowle skansenu to:
- kapliczka z Otolic (rekonstrukcja), pierwsza połowa XX w.
- kuźnia z pierwszej połowy XX w. (rekonstrukcja)
- piec chlebowy z Boczek Chełmońskich, pierwsza połowa XX w. (rekonstrukcja)
- chałupa ze Złakowa Borowego zaadaptowana na szkołę, druga połowa XIX w.
- chałupa ze Złakowa Borowego, połowa XIX w.
- obora kamienno-ceglana ze Złakowa Borowego, około 1930
- stodoła ze Złakowa Kościelnego, początek XX w.
- lamus z Radziejowic, XIX w.
- chałupa ze Złakowa Borowego, 1950
- stodoła z Boczek Chełmońskich, około 1930
- chałupa z Bogorii, koniec XIX w.
- kapliczka z Otolic (rekonstrukcja), pierwsza połowa XX w.
- wiatrak koźlak ze Świeryża, XIX w. (rekonstrukcja)
- chałupa ze Złakowa Borowego, XIX/XX w.
- chałupa z Chlebowa, początek XX w.
- stodoła ze Złakowa Borowego, początek XX w.
- chałupa z Łaguszewa, koniec XIX w.
- lamus z Niedźwiady, pierwsza połowa XX w.
- obora drewniano-kamienna (rekonstrukcja)
- stodoła z Otolic, początek XX w.
- chałupa ze Złakowa Borowego, lata 80. XIX w.
- obora kamienno-ceglana z Mastek, 1924
- rekonstrukcja brogu
- stodoła ze Złakowa Borowego, 1948
- piec chlebowy z Otolic, okres międzywojenny
- chałupa ze Złakowa Borowego, pierwsza połowa XIX w.
- obora drewniana z końca XVIII w. (rekonstrukcja)
- lamus ze Złakowa Kościelnego, połowa XIX w.
- stodoła ze Złakowa Kościelnego, początek XX w.
- stodoła z Maurzyc, początek XX w.
- dzwonnica z Wysokienic, 1774
- kościół z Wysokienic, 1758 (ukazany w pierwszym odcinku serialu telewizyjnego Niepewność w reżyserii Waldemara Szarka)
- plebania z Pszczonowa, początek XX w. (obiekt występował w filmie Chłopi w reżyserii Jana Rybkowskiego)
- krzyż z Maurzyc, XIX w.
- chałupa z Niespuszy, połowa XIX w.
- kapliczka słupowa z XIX w.
- chałupa ze Skowrody, połowa XIX w.
- zagroda zamknięta: 
  - chałupa ze Złakowa Borowego (połowa XIX w.)
  - lamus z Boczek Chełmońskich (koniec XIX w.)
  - obora kamienna z końca XIX w. (rekonstrukcja)
- stodoła z Wicia, początek XX w.
- rekonstrukcja brogu
- ekspozycja sprzętu pożarniczego
- remiza ze Złakowa Borowego, 1913 (rekonstrukcja)
- scena plenerowa[2][3]

## Inne
W bezpośrednim sąsiedztwie skansenu znajduje się pierwszy na świecie most spawany.

## Galeria

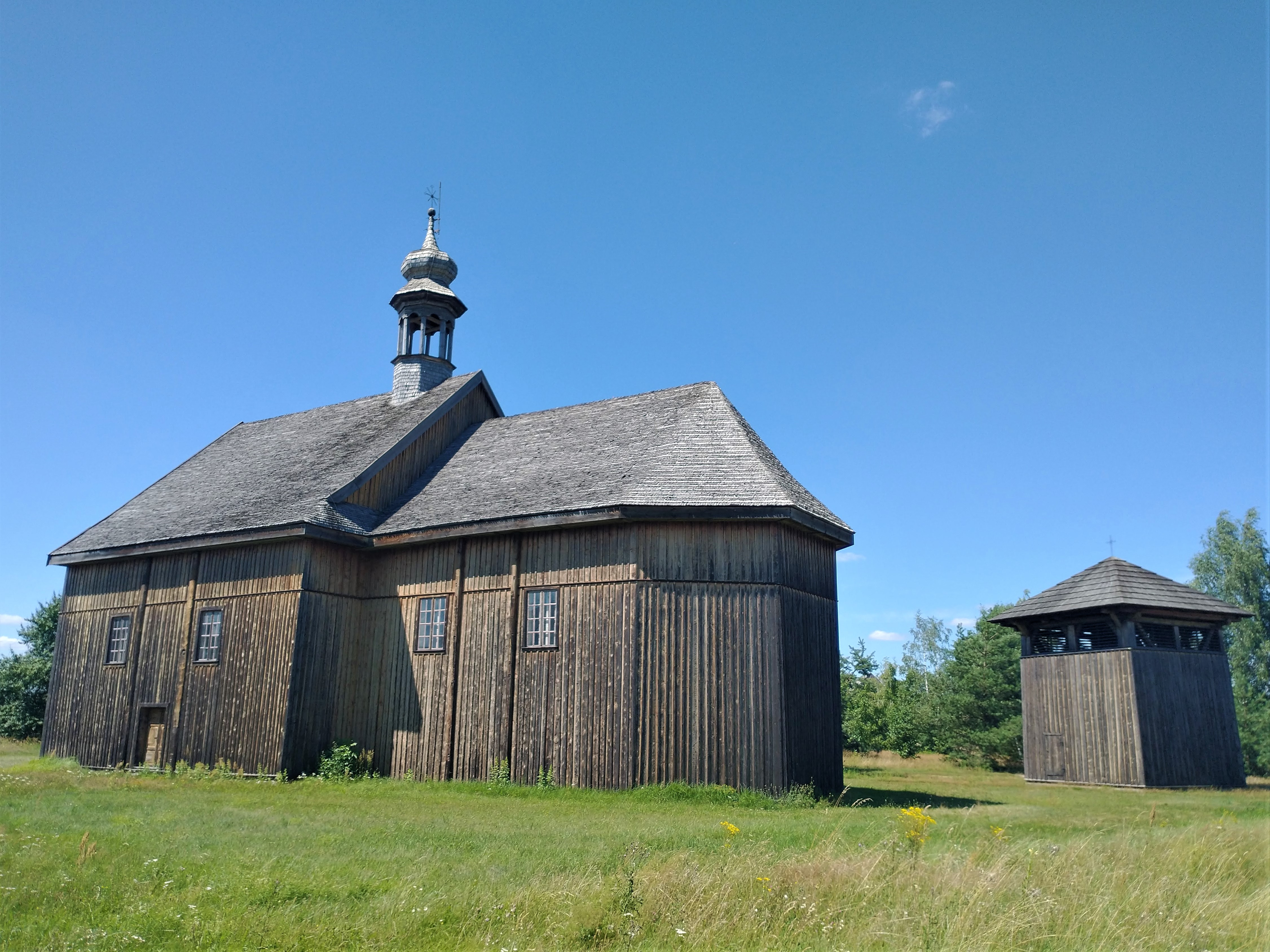
Kościół z Wysokienic wraz z dzwonnicą
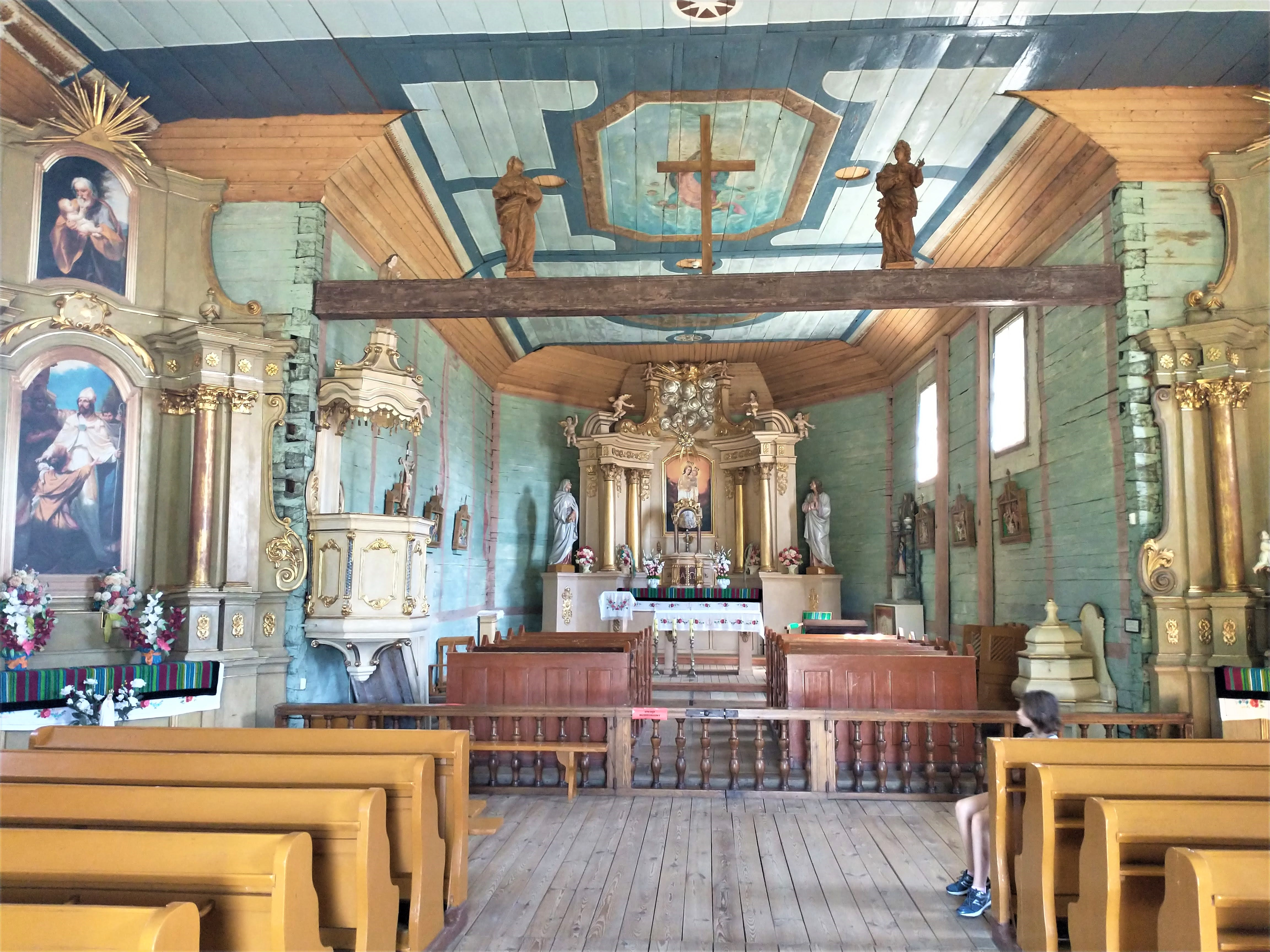
Wnętrze kościoła
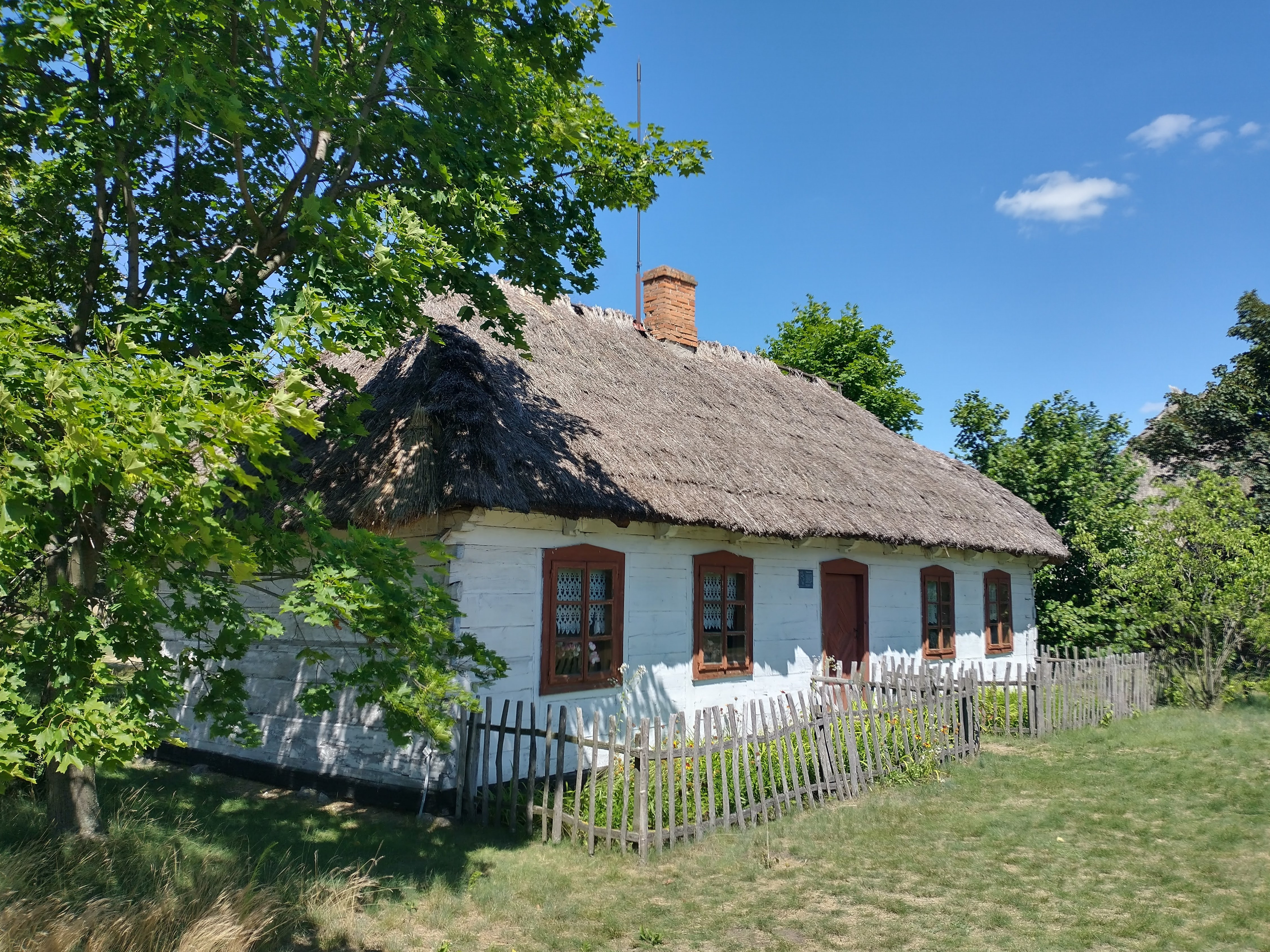
Chałupa ze Skowrody
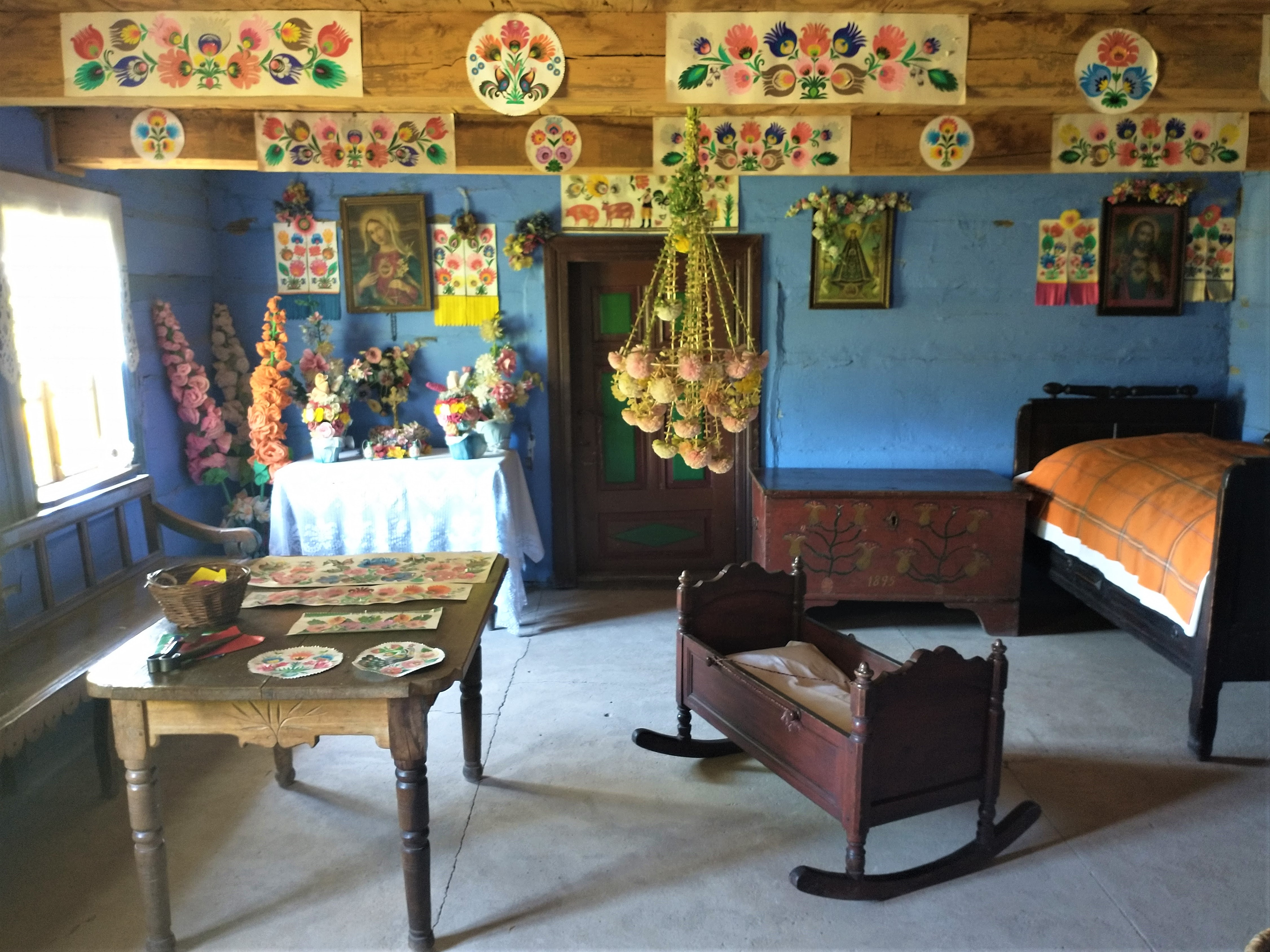
Wnętrze chałupy z wycinankami łowickimi